# Lacon-Massa
I Lacon-Massa furono la famiglia regnante del giudicato di Cagliari dal 1188 fino alla sua scomparsa nel 1258. La dinastia ebbe origine con Guglielmo I Salusio IV, frutto del matrimonio tra Giorgia di Lacon-Gunale, figlia secondogenita del giudice Costantino II Salusio III, e il ligure Oberto Obertenghi, marchese di Massa e Corsica.

## Esponenti della dinastia Lacon-Massa
- Guglielmo I Salusio IV, giudice di Cagliari e marchese di Massa e Corsica, figlio di Oberto Obertenghi e Giorgia di Lacon-Gunale
- Benedetta di Cagliari, giudichessa di Cagliari, figlia di Guglielmo I Salusio IV e Adelaide Malaspina
- Guglielmo II Salusio V, giudice di Cagliari, figlio di Benedetta di Cagliari e Barisone Torchitorio IV
- Giovanni Torchitorio V, giudice di Cagliari, figlio di Guglielmo II Salusio V (?) e una de Serra[2].
- Guglielmo III Salusio VI ultimo giudice di Cagliari, cugino di Giovanni Torchitorio V (Guillelmo fratri et consonbrino domini Chiani illustri et illustris marchionis Masse)[1].